# 휴 프레이저
휴 프레이저(Hugh Fraser, 1945년 10월 23일 ~ )는 잉글랜드의 배우이다.